# Умирући детектив
„Умирући детектив” (енгл. The Adventure of the Dying Detective) је једна од 56 приповедака о Шерлоку Холмсу које је написао Артур Конан Дојл. Првобитно је објављена у часопису Collier's у Сједињеним Државама 22. новембра 1913, као и у часопису The Strand Magazine у Уједињеном Краљевству месец дана касније. Заједно са још седам прича, сакупљена је у збирку приповедака Његов последњи подвиг, која је објављена 1917. године.

## Радња
Доктор Вотсон је позван да негује Шерлока Холмса, који наизглед умире од ретке тропске болести, Тапанули грознице, коју је закачио док је био на случају. Вотсон је шокиран, јер није чуо за болест свог пријатеља. Госпођа Хадсон каже да Холмс три дана није ништа ни јео ни пио.
Холмс упућује Вотсона да му не прилази, јер је болест веома заразна. У ствари, он гнусно одбија да га Вотсон лечи и вређа његове способности, запрепашћујући и повређујући доктора. Иако Вотсон жели да сам прегледа Холмса или позове специјалисте, Холмс захтева да Вотсон сачека неколико сати пре него што затражи помоћ. Док Вотсон чека, он испитује неколико предмета у Холмсовој соби. Холмс се наљути када Вотсон додирне његове предмете објашњавајући да не воли да му се ствари додирују.
У шест сати, Холмс каже Вотсону да упали гасно светло, али само до пола. Затим налаже Вотсону да доведе господина Калвертона Смита из Улице Лоуер Берк 13 да види Холмса, али да се увери да се Вотсон врати у Улицу Бејкер 221б пре него што Смит стигне.
Вотсон одлази на Смитову адресу. Иако Смит одбија да види било кога, Вотсон на силу улази у његов дом. Када Вотсон објасни свој задатак у име Шерлока Холмса, Смитов став се драстично мења. Смит пристаје да дође у Улицу Бејкер у року од пола сата. Вотсон се извињава рекавши да има још један састанак и враћа се у Улицу Бејкер пре Смитовог доласка.
Верујући да су сами, Смит је искрен са Холмсом. Испада, на ужас скривеног Вотсона, да Холмса мучи иста болест која је убила Смитовог нећака Виктора Севиџа. Смит тада види малу кутију од слоноваче, коју је поштом послао Холмсу, а у којој се налази оштра опруга заражена болешћу. Смит је ставља у џеп, уклањајући доказе свог злочина. Затим одлучује да остане тамо и гледа како Холмс умире.
Холмс тражи од Смита да појача гас, што Смит и чини. Смит затим пита Холмса да ли би желео још нешто, на шта Холмс одговара – више не гласом човека близу смрти – „шибицу и цигарету”. Затим улази инспектор Мортон − пуна гасна лампа је била сигнал за улазак. Холмс каже Мортону да ухапси Калвертона Смита због убиства свог нећака, а можда и због покушаја убиства Шерлока Холмса. Смит истиче да је његова реч добра као и Холмсова на суду, али Холмс тада позива Вотсона да изађе иза паравана, како би се представио као још један сведок разговора.
Холмс објашњава да је одглумио своју болест како би навео Смита да призна убиство свог нећака. Холмса није заразила мала кутија; има довољно непријатеља да би знао да увек мора пажљиво да прегледа своју пошту пре него што је отвори. Изгладњивање три дана и тврдња о заразној природи „болести” требало је да спрече Вотсона да га прегледа и открије превару, пошто, како појашњава, има пуно поштовање према лекарским вештинама свог пријатеља.

## Историјски детаљи
У причи, мотив Калвертона Смита за убиство свог рођака, Виктора Севиџа, помиње се у Холмесовој несвесној опасци да је Севиџ стајао између „овог чудовишта [Смита] и реверзије”. Нови анотирани Шерлок Холмс има белешку за ову тврдњу:
У овом случају, „реверзија” се односи на део имовине који није отуђен, а за коју се претпоставља да ће пасти у посед првобитног даваоца или његовог заступника. Имајте на уму да се у причи „Замак Шоскомб” истоимена резиденција враћа брату покојног сер Џејмса Фалдера након смрти сер Џејмсове удовице, леди Беатрис.
Датум радње може се закључити из Вотсоновог помињања да је то „друга година мог брака”, а прва је била 1889. Инспектор Мортон се помиње на познат начин, али ово је његово једино појављивање у канону. Проучавалац канона, Лесли С. Клингер, запитао се да ли је Мортон пратилац инспектора Брауна у Знаку четворице.
Специјалиста за тропске болести Вилијам А. Содеман млађи, предложио је да је „Тапанули грозница” мелиоидоза, што је закључак који подржава лекар Сету К. Вора. Вора је навео могућност да је Конан Дојл прочитао први извештај о мелиоидози објављен 1912. пре него што је написао своју кратку причу 1913. године.

## Историја објављивања
Приповетка је објављена у америчком часопису Collier's 22. новембра 1913. и у британском часопису The Strand Magazine у децембру исте године. Прича је објављена са три илустрације Фредерика Дора Стила у часопису Collier's и са четири илустрације Волтера Паџета (брата Сидни Паџета) у часопису The Strand. Прича је укључена у збирку кратких прича Његов последњи подвиг[ 6] која је објављена у Уједињеном Краљевству и САД у октобру 1917. године.

## Адаптације

### Филм и телевизија
- Краткометражна филмска адаптација из 1921. објављена је у филмском серијалу у коме је Еје Норвуд глумио Холмса.[8]
- Једна епизода серије Шерлок Холмс из 1951. адаптирана је из ове приче, са Аланом Витлијем у улози Холмса, Рејмондом Френсисом као др Вотсоном и Билом Овеном као инспектором Лестрадом.[9] Епизода се данас сматра изгубљеном.
- Епизода серије Авантуре Шерлока Холмса из 1994. са Џеремијем Бретом у улози Холмса, Едвардом Хардвиком као Вотсоном и Џонатаном Хајдом у улози Калвертона Смита адаптирана је из ове приче.[10] Ова верзија је верна оригиналној приповеци, али је знатно проширена. Садржи много више детаља о Смитовом нећаку, који је уместо тога приказан као Смитов рођак, и замењује заражену опругу са паром ексера.[11]
- Прича је 1999. адаптирана као епизода анимиране телевизијске серије Шерлок Холмс у 22. веку под називом „Авантура поремећеног детектива”.[12]
- Епизода серије Елементарно из 2012. са Џонијем Ли Милером у улози Холмса одражава многе елементе из приче, иако је Холмс једноставно болестан од конвенционалније болести која на тај начин ограничава његову способност да обавља теренски рад.[13]
- Епизода серије Шерлок из 2017. укључује лик Калвертона Смита, којег тумачи Тоби Џоунс. Наслов епизоде, „Лажљиви детектив”, је игра речи на наслов оригиналне приче.[14] За разлику од оригиналне приче, у којој се сугерише да је Калвертон Смит починио само једно убиство, епизода га представља као богатог филантропа који је уредио да одређена соба у болници коју спонзорише има тајни пролаз који може да искористи за шуњање и убијање сваког ко се у њој лечи. Упозорен на Смитову праву природу од стране његове наизглед психотичне ћерке као део непознатог плана, Шерлок користи ово као прилику да створи опасну ситуацију од које Џон Вотсон може да га спасе да би испунио последњи захтев Мери Вотсон да спасе Џона од његове туге након њене смрти, намерно падајући из вагона и враћајући се старој навици дроге како би се могао сматрати једноставно обмањивим, напао је Калвертона и оптужио га да је серијски убица, тако да би био послат у Смитову болницу. Ово даје Шерлоку прилику да чује Калвертоново признање преко уређаја за снимање скривеног у Џоновом старом штапу, за који је предвидео да ће Џон отићи са њим након што буде послат у болницу. Иако је првобитно признање проглашено неприхватљивим јер га је Шерлок у суштини стекао у замци, Калвертон накнадно вољно признаје своје злочине Лестраду, радосно размишљајући да ће сада бити још познатији.

### Радио
- Едит Мејзер је адаптирала ову приповетку као епизоду америчке радио-серије Авантуре Шерлока Холмса. У епизоди, која је емитована 1931. године, глумили су Ричард Гордон као Шерлок Холмс и Ли Ловел као др Вотсон.[15] Друге продукције приче емитоване су 1935. са Луисом Хектором као Холмсом и Ловелом као Вотсоном,[16] и 1936. са Гордоном као Холмсом и Харијем Вестом као Вотсоном.[17]
- Епизода под називом „Загонетка умирућег детектива” емитована је 1939. у америчкој радио-серији Нове авантуре Шерлока Холмса, са Бејзилом Ратбоном као Холмсом и Најџелом Брусом као Вотсоном.[18] Још једна епизода под називом „Авантура умирућег детектива” емитована је 1943. године.[19] Прича је такође адаптирана у епизоду радио-серије из 1947. са Томом Конвејем као Холмсом и Брусом као Вотсоном.[20][21] Ова верзија приказује инспектора Лестрада уместо инспектора Мортона.
- Радио адаптација из 1954. са Џоном Гилгудом као Холмсом и Ралфом Ричардсоном као Вотсоном емитована је на  BBC Light програму. Хју Менинг је играо инспектора Мортона. Заједно са другим радио адаптацијама Шерлока Холмса са Гилгудом и Ричардсоном, продукција је емитована на радију NBC 1955. године.[22]
- Причу је за BBC радио 1967. адаптирао Мајкл Хардвик, као део радио серије из 1952–1969, у којој су глумили Карлтон Хобс као Холмс и Норман Шели као Вотсон.[23]
- Адаптација станице BBC Radio 4 из 1994, коју је драматизовао Роберт Форест, емитована је као део радио-серије из 1989–1998. са Клајвом Мерисоном у улози Холмса и Мајклом Вилијамсом као Вотсоном. Поред њих су се појавили Едвард Питербриџ као Калвертон Смит и Алекс Џенингс као Севиџ.[24]
- Године 2010, прича је адаптирана као епизода Класичних авантура Шерлока Холмса, серије у америчкој радио-емисији Imagination Theatre, са Џоном Патриком Лоуријем као Холмсом и Лоренсом Албертом као Вотсоном.[25]